# Pericallis cruenta
Pericallis cruenta là một loài thực vật có hoa trong họ Cúc. Loài này được (L'Hér.) Bolle mô tả khoa học đầu tiên năm 1840.